# Parc naturel de San Lorenzo del Munt et Obac
Le Parc naturel de San Lorenzo del Munt et Obac est un espace naturel protégé situé dans les comarques de Bages, Moianès et Vallès Occidental (province de Barcelone), en Catalogne,.
Cette aire protégée est une Zone spéciale de conservation (ZSC) et une Zone de protection spéciale (ZPS) du réseau Natura 2000 définie par la Convention de Ramsar visant la conservation des types d'habitats et des espèces animales et végétales.

## Description
L'intérêt paysager, biologique et culturel du massif de San Lorenzo del Munt (es) et de la Sierra de Obac (es) justifie la création de l'espace protégé, pour la promotion d'une utilisation rationnelle du territoire permettant une utilisation ordonnée des ressources. Parallèlement, le parc répond à la demande d'équipements et d'installations pour les activités récréatives et éducatives en milieu naturel.

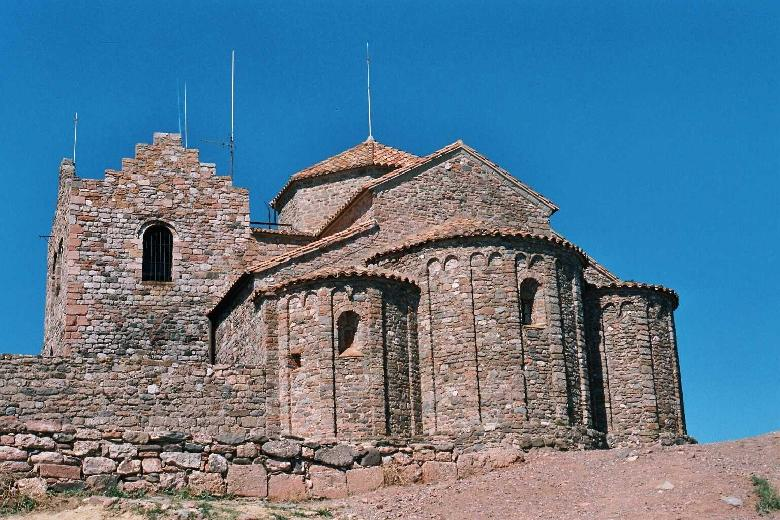
Monastère de Sant Llorenç del Munt

Le premier plan d'urbanisme du parc remonte à 1972. Un nouveau plan spécial a été approuvé en 1982 en raison de la croissance excessive des urbanisations qui l'entouraient. Finalement, en 1987, il a été déclaré parc naturel par décret de la Généralité de  Catalogne. En 1998, le plan spécial a été modifié pour l'étendre de 4 055 ha supplémentaires, jusqu'à atteindre les 13 694 ha actuels. 
En août 2003, un important incendie de forêt a dévasté sa partie nord-est, affectant les communes de Granera, Monistrol de Calders, Mura et Sant Llorenç Savall où l'incendie s'est déclaré.
Ses principaux sommets sont El Montcau (es) (1 052 m ) et La Mola (es) (1 104 m), où se trouve le monastère de Sant Llorenç del Munt, qui donne son nom au massif.

## Flore

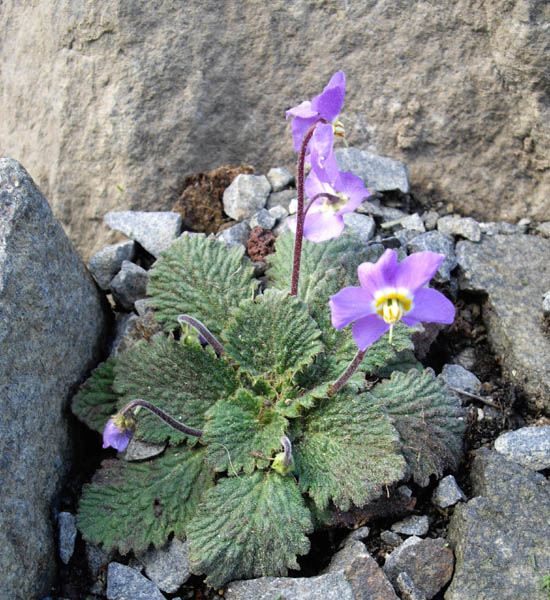
Ramondie des Pyrénées, une plante herbacée relictuelle du Cénozoïque.

La base du massif est occupée par des forêts de pins blancs ( Pinus halepensis), très résistantes au manque d'eau, qui atteignent jusqu'à 600 m d'altitude et sont généralement remplacées dans les zones moins ensoleillées et/ou élevées par le pin sylvestre (Pinus sylvestris) et le pin noir (Pinus nigra). Ces forêts de pins, pour la plupart, sont le résultat de la transformation humaine de la forêt d'origine et dans de nombreuses régions, elles apparaissent mélangées à du chêne vert (Quercus ilex) et des arbustes méditerranéens comme l'Erica et l'arbousier (Arbutus unedo). Les forêts de chênes constituent la forêt la plus caractéristique et la plus étendue du parc, qui au-dessus de 800 m est enrichie d'espèces telles que le sorbier des oiseleurs (Sorbus), le buis (Buxus) et le chêne (Quercus). Dans les vallées les plus ombragées, on trouve des bosquets de noisetiers (Corylus avellana), à côté desquels poussent des plantes typiques des régions d'Europe centrale, constituant les poches les plus méridionales de leur répartition.

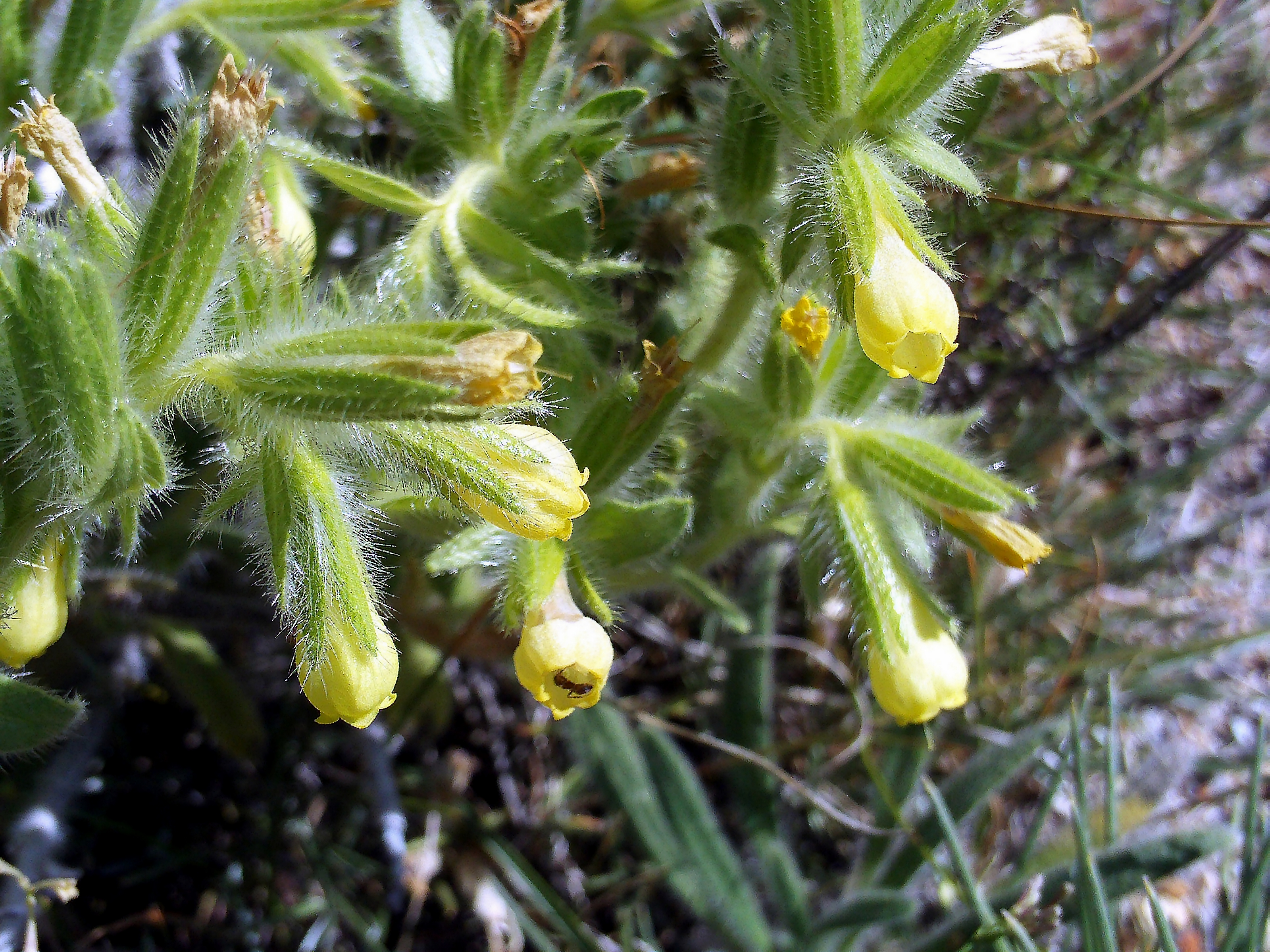
Onosma tricerosperma

Dans les rochers et les falaises se trouvent des plantes d'un grand intérêt, adaptées aux conditions extrêmes. La ramondie des Pyrénées (Ramonda myconi), la saxifrage endémique (Saxifraga callosa ssp. catalaunica), le polypode commun (une fougère, Polypodium vulgare) ou la campanule sont typiques des endroits avec peu de sol et orientés vers le nord. Dans les zones pierreuses ensoleillées, on trouve la farigoule (Thymus vulgaris), de l'oeil de loup (Onosma tricerosperma (es)), de la phalangère à fleurs de Lis (Anthericum liliago), de la tulipe méridionale (Tulipa sylvestris ssp. australis) ou le narcisse douteux (Narcissus dubius. Parmi les plantes vivaces, certaines aux feuilles charnues, adaptées à la sécheresse, se distinguent, comme la griffe de chat (Sedum), la laitue vivace (Lactuca perennis) et le muflier à grandes fleurs (Antirrhinum majus).

## Faune
L'existence de grands massifs forestiers qui alternent avec de splendides falaises et escarpements qui s'élèvent majestueusement au-dessus de la plaine offrent des conditions optimales pour l'abri, la reproduction, l'hivernage et le passage de nombreuses espèces de vertébrés. En raison de la grande variabilité des milieux écologiques présents dans le parc, plusieurs communautés fauniques très particulières peuvent être clairement distinguées. Ainsi, depuis les habitants typiques des grottes jusqu'aux animaux des cultures proches des fermes, en passant par la faune typique des forêts, on peut dénombrer un nombre assez considérable d'espèces animales (près de deux cents vertébrés), pour la plupart d'un grand intérêt.
L'une des espèces de mammifères qui a le plus vu sa présence dans le parc ces dernières années est le sanglier (Sus scrofa), dont de nombreuses traces sont visibles malgré la pression de la chasse. Il n'est pas rare de surprendre un écureuil roux (Sciurus vulgaris) sautant entre les branches, ou des lapins de garenne (Oryctolagus cuniculus) dans les rochers de la crête. Il est nécessaire de souligner l'importance écologique des mammifères carnivores qui contrôlent l'équilibre des différentes communautés ; c'est la fouine (Martes foina), la genette commune (Genetta genetta), le renard roux (Vulpes vulpes) et le blaireau européen (Meles meles) entre autres, avec des habitudes nocturnes ou crépusculaires, ce qui rend difficile leur observation. Il existe également quelques colonies hivernantes de chauves-souris troglodytes (Miniopterus schreibersii).
Les oiseaux représentent le groupe de vertébrés le plus nombreux du massif. Les plus communs sont le merle noir (Turdus merula), le pigeon ramier (Columba palumbus), le geai des chênes (Garrulus glandarius), le rouge-gorge familier (Erithacus rubecula) et les grèbes ( Parus spp. ), qui s'y reproduisent. Dans les parties inférieures du massif, on trouve en abondance le pinson (Fringilla coelebs), le chardonneret élégant (Carduelis carduelis), le bruant (Emberiza), la huppe fasciée (Upupa epops) et la grive musicienne (Turdus philomelos), qui nichent dans l'une de ses zones les plus méridionales de la péninsule.

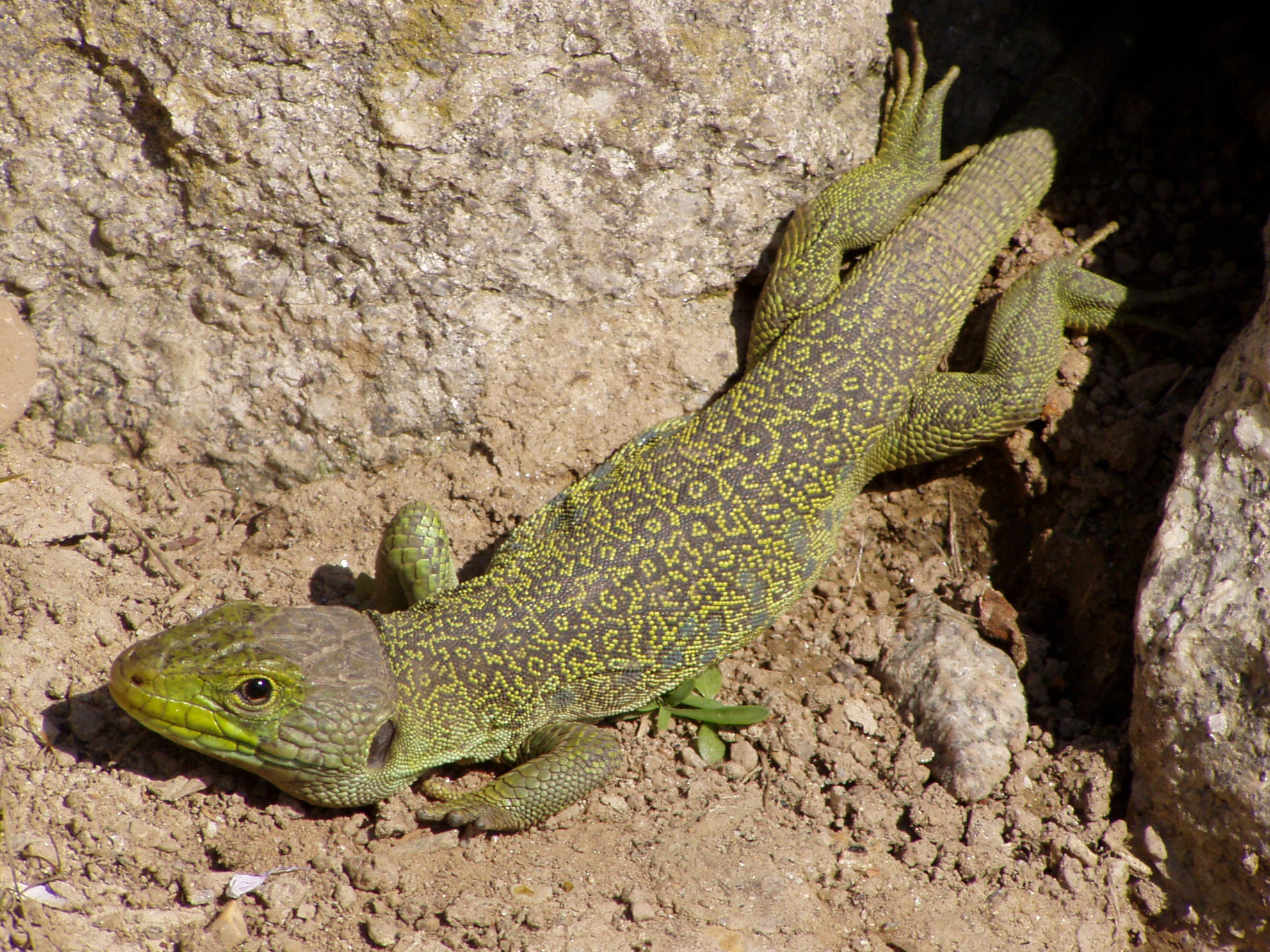
Lézard ocellé.

De temps en temps, certains oiseaux de proie apparaissent dans le ciel, comme l'aigle de Bonelli (Aquila fasciata), l'autour des palombes (Astur gentilis), les faucons (Falco); le vautour fauve (Gyps fulvus) et, peut-être, l'aigle royal (Aquila chrysaetos), tous deux disparus en tant que nidificateurs, peuvent être observés de manière très exceptionnelle. A noter également la présence de quelques couples de hibou grand-duc (Bubo bubo), disparus dans une grande partie de l'Europe, alors qu'ici ils sont encore présents sur les falaises les plus sauvages des canaux.
La couleuvre de Montpellier (Malpolon monspessulanus) et la couleuvre à échelons (Zamenis scalaris) fréquentent les forêts de broussailles et de pins . Il n'est pas rare également de surprendre, parmi les crêtes pierreuses du parc, le lézard ocellé (Timon lepidus) et la vipère de Lastate (Vipera latasti).
Dans de nombreuses sources de la montagne, des larves de salamandre tachetée (Salamandra salamandra) y poussent, ainsi que des têtards de différentes espèces de crapauds (Bufo, Alytes,...).